# Volta (микроархитектура)
Volta, разработена от Nvidia е кодовото име на микроархитектура на GPU, наследничка на Паскал. Плановете за нея са обявени през март 2013 г. Първият продукт, обаче, не е обявен до май 2017 г. Архитектурата е кръстена на Алесандро Волта. Това е първият чип на NVIDIA, който включва Tensor ядра, специално проектирани ядра, които имат подобрени процеси на дълбоко обучение в сравнение с обикновените ядра CUDA.
Първата графична карта, която го използва, е информационният център Tesla V100, част от системата Nvidia DGX-1. Тя също така се използва в Quadro GV100 и Titan V. Не съществуват масови GeForce графични карти, базирани на Volta. Тя е наследена от архитектурата на Тюринг (Turing).

## Детайли
Архитектурните подобрения на архитектурата на Волта включват следното:
- CUDA Compute Capability 7.0
- Памет с висок диапазон на честотната лента 2 (HBM 2).
- NVLink 2.0: шина с висок диапазон на честотната лента между процесора и GPU и между множество графични процесори. Позволява много по-висока скорост на трансфер от тези, постижими чрез използването на PCI Express; която се очаква да осигури 25 Gbit/s на лента (спряно за Титан V).
- Тензорни ядра: Tensor ядрото е единица, която умножава две матрици 4 × 4 FP16 и след това добавя трета FP16 или FP32 матрица към резултата, като използва операции с размножени примеси и получава FP32 резултат, който по избор може да бъде понижен до Резултати от FP16. Тензорните ядра са предназначени да ускорят обучението на невронни мрежи.
- PureVideo Feature Set I хардуерно видео декодиране.

## Продукти
Volta е обявена за GPU микроархитектура в рамките на Xavier поколението на Tegra SoC, съсредоточено върху автомобили с автономно управление.
На годишната Nvidia технологична конференция на GPU на 10 май 2017 г., Nvidia официално обявява Volta микроархитектурата заедно с Tesla V100. GPU на Volta GV100 е построен на базата на 12-нанометров процес с помощта на HBM2 памет с честотна лента 900 GB/s.
Nvidia официално обявява NVIDIA TITAN V на 7 декември 2017 г.
Nvidia официално обявява Quadro GV100 на 27 март 2018 г.
- Един поточен мултипроцесор обхваща 64 CUDA ядра и 4 TMU.
- Един клъстер за обработка на графики обхваща четиринадесет поточни мултипроцесора.
- CUDA ядра: Единици за картографиране на текстура: Единици на изходните изходи.
- Tensor ядрото е FPU със смесена точност, специално проектирана за матрична аритметика.